# Nicolas Frey
Nicolas Frey (Thonon-les-Bains, Francia, 6 de marzo de 1984), futbolista francés. Juega de defensa.

## Clubes
| Club             | País    | Año       | PJ  | Goles |
| ---------------- | ------- | --------- | --- | ----- |
| AS Cannes        | Francia | 2003-2004 |     |       |
| AC Legnano       | Italia  | 2004-2005 | 28  | 1     |
| Modena FC        | Italia  | 2005-2008 | 82  | 0     |
| AC Chievo Verona | Italia  | 2008-2020 | 226 | 0     |